# آرسی-سی-کیور
آرسی-سی-کیور (به فرانسوی: Arcy-sur-Cure) یک کمون در فرانسه است که در canton of Vermenton واقع شده‌است. آرسی-سی-کیور ۲۶٫۳۳ کیلومتر مربع مساحت دارد.